# Orto botanico dell'Università di Camerino
L'Orto botanico "Carmela Cortini" dell'Università di Camerino, noto anche come Orto botanico dell'Università di Camerino o Orto botanico di Camerino, è un giardino botanico che si espande per circa 1 ettaro, gestito dall'Università di Camerino e situato in viale Oberdan 2 a Camerino, nelle Marche. 

## Storia
Il giardino fu fondato nel 1828 da Vincenzo Ottaviani, dal 1826-1841, medico papale e professore di botanica e chimica. È diviso in due parti principali: una zona pianeggiante con arbusti e specie erbacee e un pendio con molti alberi e felci. 

## Specie
Tra le specie arboree, alcuni esemplari secolari risalgono al periodo di fondazione del giardino. Si incontrano Celtis australis, Fagus sylvatica, Ilex aquifolium, Pinus nigra subsp. laricio, Quercus cerris, Quercus ilex, Quercus petraea, Staphylea pinnata e Taxus baccata, nonché esotici Ginkgo biloba, Gleditschia triacanthos, Liriodendron tulipifera, Parrotia persica e Sequoiadendron giganteum. Le felci indigene includono Asplenium onopteris, Athyrium filix-femina, Phyllitis scolopendrium, Polypodium cambricum, Polypodium vulgare, Polystichum lonchitis, Polystichum aculeatum e Polystichum setiferum. 
Altri esemplari sono delle specie Aceras anthropophorum, Achillea barrelieri, Achillea oxyloba, Aquilegia magellensis, Arctostaphylos uva-ursi, Aubrieta columnae, Biarum tenuifolium, Centaurea scannensis, Centaurea tenoreana, Cistus creticus, Cistus monspeliensis, Cistus salviifolius, Cymbalaria pallida, Drypis spinosa, Edraianthus graminifolius, Ferula glauca, Festuca dimorpha, Gagea Granatelli, Galium magellense, Leontopodium alpinum, Ophrys Carbonifera, Ophrys sphegodes, Orchis morio, Orchis pauciflora, Ranunculus magellensis, Romulea bulbocodium, Romulea columnae, Saponaria bellidifolia, Saxifraga porophylla, Sideritis italica, Soldanella alpina, Soldanella minimi e Viola eugeniae. 
Il giardino contiene anche due serre con specie tropicali e subtropicali, con molte piante grasse ed epifite tra cui Begonia, Orchidaceae e Tillandsia, oltre a Cinnamomum camphora, Kalanchoe beharensis, Nepenthes mirabilis, Piper nigrum, Stanhopea tigrina e altre ancora. 